# Confédération européenne de l'immobilier
Pour les articles homonymes, voir CEI.
La Confédération européenne de l'immobilier (CEI) est une fédération à l'échelle européenne regroupant différent syndicat professionnel nationaux.
En France par exemple on trouve le syndicat UNIT adhérent de la CEI.